# Jinping I
Jinping I ist ein großes, seit 2013 elektrische Energie produzierendes Wasserkraftprojekt am Yalong Jiang in Sichuan in Südwestchina. Der Yalong ist der größte Nebenfluss des Jangtsekiang und umfließt das Jinping-Gebirge; er ist sehr wasserreich. Das Wasserkraftwerk wird auch als Jinping No.1 Hydropower Station oder Jinping 1st cascade bezeichnet. 
Das Projekt verfolgt das Ziel, Energie aus dem wirtschaftlich schwächeren Westen in den dicht besiedelten Osten Chinas zu liefern. Die Talsperre dient außerdem dem Hochwasserschutz und dem Rückhalt von Sedimenten.
Das Jinping-Kraftwerk liegt auf der Grenze zwischen dem Kreis Yanyuan und dem Autonomen Kreis Muli der Tibeter im Autonomen Bezirk Liangshan der Yi in der Provinz Sichuan. 
Das Hauptbauwerk ist eine 300 m hohe Bogenstaumauer, an die ein 3600-Megawatt-Kraftwerk angeschlossen ist. Eine andere Quelle gibt die Höhe der Staumauer sogar mit 305 m an. In beiden Fällen ist sie die höchste oder eine der beiden höchsten Talsperren der Erde, da der Rogun-Staudamm mit 335 m Höhe noch nicht fertiggestellt ist. Der bisher führende Nurek-Staudamm ist auch 300 m hoch.
Das fertige Kraftwerk wird sechs Maschinensätze mit je 600 MW haben, zusammen 3600 MW. Es ist ein chinesisches Wasserkraft-Großprojekt, von denen das Drei-Schluchten-Projekt das bekannteste ist. Zwölf dieser Kraftwerke zusammen sollen 22.850 MW liefern. (Die 18.200 MW des Drei-Schluchten-Projektes sind darin offenbar nicht enthalten.) Die Ertan-Talsperre mit ebenfalls 3300 MW ist bereits fertig. Das Projekt Jinping II soll später folgen; es wird noch einmal 4700 MW Kapazität haben. Die jährliche Stromproduktion von Jinping I wird mit 16,62 oder 18,2 TWh (Mrd. kWh) angegeben.
Die Bauarbeiten begannen am 12. November 2005. Es wurde ursprünglich erwartet, dass 2012 der erste Strom generiert werden kann und die Restarbeiten bis 2016 beendet sind. Die Firma Thyssen lieferte einen Kabelkran für die Baustelle. 